# Gymnocarena angusta
Gymnocarena angusta är en tvåvingeart som beskrevs av Allen L.Norrbom 1992. Gymnocarena angusta ingår i släktet Gymnocarena och familjen borrflugor. Inga underarter finns listade i Catalogue of Life.